# Juana Manrique de Lara
Juana Manrique de Lara (El Cubo, Guanajuato, 12 de marzo de 1899 - Ciudad de México, 8 de octubre de 1983) considerada una de las primeras bibliotecarias con formación profesional en Biblioteconomía de México, promotora de las bibliotecas públicas, de la lectura y de la formación profesional de bibliotecarios en este país. Ayudó a establecer la bibliotecología en México y transmitió su entusiasmo por la profesión a toda una nueva generación de bibliotecarios.

## Biografía
Adquirió su educación durante la guerra de Revolución mexicana, forjó una carrera y realizó importantes contribuciones a la bibliotecología mexicana. Su formación profesional inició en 1916 en los cursos de Biblioteconomía que impartió la Escuela Nacional de Bibliotecarios y Archiveros, de la Biblioteca Nacional de México, de donde fue uno de los seis bibliotecarios graduados en la primera generación egresada de dicha escuela. En 1920, con veintiún años de edad, fue la primera bibliotecaria que realizó estudios formales en Biblioteconomía en Estados Unidos, dentro de la Library School of the New York Public Library. Lo anterior tuvo lugar durante la presidencia de Álvaro Obregón, quien de forma visionaria nombró a José Vasconcelos como encargado de la Universidad Nacional y de la naciente Secretaría de Educación Pública (SEP). La devoción de Vasconcelos por el libro, la lectura y las bibliotecas fue trascendental para el impulso que la cultura y la educación pública en todos sus niveles tuvo durante este periodo en México.
La trayectoria de Juana Manrique de Lara resulta importante, porque hasta esa fecha en México, los estudios bibliográficos habían sido patrimonio de bibliófilos y eruditos, hasta la creación de la Escuela para Bibliotecarios y Archiveros, la cual estableció cursos especiales de bibliología, biblioteconomía, clasificación y catalogación bibliográficas, lengua latina, francesa e inglesa. Las diversas vicisitudes del momento histórico durante el cual se desarrolló y la incomprensión de su importancia motivaron la clausura de dicha escuela, pero en ese breve período produjo un pequeño número de bibliotecarios y dejó un precedente: “Sin que quepa duda, el actual movimiento bibliotecario, que día a día va tomando incremento en todo el país, se inició con la fundación de la Escuela Nacional de Bibliotecarios y Archiveros”. La propia Juana Manrique de Lara habla de un marcado movimiento bibliotecario en el país durante la segunda década del siglo XX, iniciado con la fundación en 1916 de los cursos de biblioteconomía en la Biblioteca Nacional, y que se intensificó después con la creación del Departamento de Bibliotecas de la SEP, el cual además fungió como el centro de actividades bibliográficas y biblioteconómicas que se desarrollaron en el país.
Para José Vasconcelos, el modelo bibliotecario estadounidense era el ejemplo perfecto para ser emulado, con esto en mente fue que otorgó las ayudas necesarias para enviar a dos bibliotecarias, María Luisa Maldonado y Juana Manrique de Lara, a cursar estudios de biblioteconomía en aquel país y a observar la organización de las bibliotecas públicas de Nueva York. "La primera fue comisionada para estudiar las principales bibliotecas públicas de Nueva York, con el fin de que a su regreso organizara la Biblioteca Modelo de la SEP. Si bien Maldonado cumplió con ese cometido, fue la Srita. Juana Manrique de Lara, después de cursar estudios en la escuela anexa a la Biblioteca Pública de Nueva York, además de biblioteconomía en México, quien realmente difundió entre los bibliotecarios mexicanos y en general entre los de habla castellana, el enfoque de la Biblioteconomía estadounidense. Ello lo hizo no únicamente por la vía de la capacitación y de la educación formal de bibliotecario sino también por la de la publicación. Desde su estancia en la Library School of the New York Public Library, la SEP publicaba ya los artículos e informes que regularmente enviaba a ese ministerio" .

## Trayectoria profesional
Durante su desempeño laboral, Juana Manrique de Lara fue responsable de la Sección Infantil de la Biblioteca Nacional, Directora de Bibliotecas especializadas y posteriormente ingresó como inspectora al Departamento de Bibliotecas de la SEP, de dónde se jubiló. Su misión a lo largo de su carrera de casi cuarenta años, fue reconocer y responder a las necesidades de los mexicanos de todas las edades para la lectura y las bibliotecas públicas: "La profundidad y el alcance del trabajo de Manrique de Lara se reflejan en sus pasiones profesionales, que abarcaron por primera vez el servicio bibliotecario infantil, se expandieron a la gestión de bibliotecas públicas y luego encontraron expresión para enseñar biblioteconomía y como consultora bibliotecaria para el gobierno".
También participó en la formación de bibliotecarios como docente de la Escuela Nacional de Biblioteconomía y Archivonomía, además de impartir diversos cursos de capacitación y profesionalización para los bibliotecarios: "La labor de Manrique de Lara fue fundamental para formar a las primeras generaciones de bibliotecarios profesionales. Impartió clases en la Escuela Nacional de Biblioteconomía y Archivonomía, donde también laboró otra pionera de la biblioteconomía, María Teresa Chávez Campomanes"., incluso puede considerarse pionera de la educación a distancia para bibliotecarios, pues dentro de los primeros años (1922-1926) de la revista El libro y el pueblo (publicación ideada por Vicente Lombardo Toledano y que finalmente vio la luz bajo la dirección de Jaime Torres Bodet, ambos responsables en su momento del Departamento de Bibliotecas públicas), es posible encontrar anuncios para solicitar recibir el Curso de Biblioteconomía por correspondencia que impartió a partir de 1929, ya como funcionaria del Departamento de Bibliotecas de la SEP, el cual se dirigió principalmente a los maestros rurales para conservar y mejorar las bibliotecas de las escuelas. Dicho curso por correspondencia a cargo de Manrique de Lara podría ser el antecedente de la enseñanza abierta en la disciplina y que en 1931 llegó a tener 320 alumnos inscritos. Destacó en dicha publicación como autora y traductora de artículos sobre los avances en la disciplina bibliotecaria en México y el extranjero; brindó asesorías a los responsables de bibliotecas y estableció su sección de Consultas de biblioteconomía como apoyo a la capacitación de bibliotecarios en todo el país; además de publicar periódicamente diversas Bibliografías temáticas para el desarrollo de colecciones en las bibliotecas mexicanas de la primera mitad del siglo XX.
La importancia de sus obras y el valor de su opinión profesional hizo que sus contribuciones tuvieran influencia en los programas bibliotecarios del Gobierno Federal y en el desarrollo de los servicios bibliotecarios generales e infantiles, durante la década de 1920. Aunque nunca se hizo una atribución oficial, los estudiosos infieren que la SEP escuchó e incorporó las sugerencias de Manrique de Lara en la planificación histórica de las bibliotecas fundadas entre 1920 y 1924.

## Obras
Aunque no tan abundante en número, los escritos de Manrique de Lara sirven como testimonios acerca de su vida, su trabajo y sus ideas. Con la excepción de las historias para niños que publicó bajo el seudónimo de "La Estrellita", su obra está compuesta por artículos (muchos de ellos publicados en la revista El libro y el pueblo), folletos y textos escritos durante décadas de trabajo, los cuales buscaron mejorar los servicios de las bibliotecas de México y de proveer los conocimientos técnicos y teóricos para la organización documental y de las mismas.
Algunas de sus obras son las siguientes:
- Manrique de Lara, J. (1926). Nociones elementales para la organización y administración de una pequeña biblioteca. México : Herrero.Manrique de Lara, J. (1929). Elementos de organización y administración de bibliotecas escolares. México: Herrero.
- Manrique de Lara, J. (1933). Breve estudio crítico del libro titulado "Reglas catalográficas y sistema abreviado de clasificación". México: Talls. linotipográficos de la Penitenciaría del Distrito Federal.
- Manrique de Lara, J. (1935). The popular library movement in Mexico. Estados Unidos 1935: S.n.
- Manrique de Lara, J. (1947). Bibliotecas escolares y literatura infantil. México: Sría. de Educación Pública, Dir. Gral. de Enseñanza Superior e Investigación Científica, Dept. de Bibliotecas.
- Manrique de Lara, J. (1953). Guía de encabezamientos de materia para los catálogos diccionarios (2nd ed.). México.
- Manrique de Lara, J., Monroy, G., & México Secretaría de Educación Pública. (1954).Seudónimos, anagramas e iniciales de escritores mexicanos, antiguos y modernos (2 ed. corregida y notablemente aumentada ed.). México: [Secretaría de Educación Pública].
- Manrique de Lara, J., & México Departamento de Bibliotecas. (1957). Manual del bibliotecario : Obra de consulta para los encargados de bibliotecas públicas (2 ed. corregida ed.). México: Departamento de Bibliotecas.